# Daniel Raßmann
Daniel Raßmann (* 1790 in Ulm; † 1864 in Möttau) war ein deutscher Orgelbauer. Er wirkte im 19. Jahrhundert in Hessen und begründete ein Familienunternehmen.

## Leben
Daniel Raßmann entstammte einer Pfarrersfamilie aus Aßlar. Das Orgelbauhandwerk erlernte er bei Christian Weil in Neuwied, anschließend war er Geselle bei Johann Conrad Bürgy. Ab 1813 war er auf der Walz, die ihn in die Schweiz und möglicherweise bis nach Pommern führte. Nach einer weiteren Zeit bei Christian Ernst Schöler machte er sich 1820 in Weilmünster selbstständig. Im Jahr 1824 verlegte er seine Werkstatt nach Möttau. Raßmann schuf über 40 Orgelneubauten.
Sein Sohn Gustav Raßmann (1833–1906) übernahm 1860 die Werkstatt und setzte in Burg Hohenstein (1885), Adolfseck (1897) und Steckenroth (1899) die mechanische Kegellade ein. Über 20 Orgelneubauten gehen auf ihn zurück. Gustav Raßmann verkaufte den Betrieb an seinen Gesellen August Hardt (1861–1946), der die Werkstatt 1896 übernahm. Vertraglich war geregelt, dass sie bis zum Tod von Gustav Raßmann unter dem Namen Raßmann geführt werden musste. Auch Daniel Raßmanns andere beiden Söhne wurden Orgelbauer. Theodor Christian Raßmann (1822–1866) machte sich 1859 ebenfalls in Möttau als Orgelbauer selbstständig. Dessen Sohn Wilhelm Raßmann (1861–1942) wanderte 1881 nach Amerika aus und kehrte nach Ende des Ersten Weltkriegs wieder in seine Heimat zurück. Alfred Hardt (1900–1960) war Sohn von August Hardt und übernahm 1930 den Betrieb. In dritter Generation übernahm Günter Hardt (* 1933) und in vierter Uwe Hardt (* 1964) den Orgelbau Hardt.

## Werk
Daniel Raßmann baute vor allem für Dorfkirchen ein- oder zweimanualige Orgeln, die maximal über zwei Dutzend Register verfügten. Die Instrumente waren in der Regel seitenspielig und besaßen selbst bei bescheidener Disposition ein selbstständiges Pedal (Ausnahme: Oberlauken). Sie sind dem Stil des Klassizismus verpflichtet und zeichnen sich dadurch aus, dass Register derselben Tonlage klanglich sehr differenziert konzipiert sind, wie beispielsweise in der Eschbacher Orgel. Die (ebenso wie z. B. das Flageolett 2′) aus konischen Zinnpfeifen gebaute Spindelflöte 4′ gilt als „Leitfossil für D. Rassmann“.

## Werkliste (Auswahl)
In der fünften Spalte bezeichnet die römische Zahl die Anzahl der Manuale, ein großes „P“ ein selbstständiges Pedal, ein kleines „p“ ein angehängtes Pedal. Die arabische Zahl gibt die Anzahl der klingenden Register an. Die letzte Spalte bietet Angaben zum Erhaltungszustand oder zu Besonderheiten.
| Jahr      | Ort                       | Kirche                      | Bild                                           | Manuale | Register       | Bemerkungen |
| --------- | ------------------------- | --------------------------- | ---------------------------------------------- | ------- | -------------- | --- |
| 1825      | Neesbach                  | Ev. Kirche                  |                                                | I/P     | 7 (8)          | Weitgehend erhalten. |
| 1828      | Hennethal                 | Evangelische Kirche         |                                                | I/P     | 10             | Weitgehend erhalten |
| 1830      | Dauborn                   | Evangelische Kirche         |                                                | I/P     | 12             | Weitgehend erhalten |
| 1833      | Oberlauken                | Ev. Kirche (Bergkirche)     |                                                | I/p     | 6              | Raßmanns kleinste Orgel, Kosten 600fl., einschließlich eines funktionstüchtigen Kalkanttritts original erhalten; 2011 durch Orgelbau Mebold restauriert. |
| 1833      | Driedorf                  | Evangelische Kirche         |                                                | I/P     | 12             | 1986 von Gerald Woehl restauriert. |
| 1837      | Hermannstein              | Paulskirche                 |                                                | I/P     | 13             | weitgehend erhalten |
| 1837      | Bicken                    | Evangelische Kirche         |                                                | I/P     | 12             | Weitgehend erhalten; im Laufe der Zeit erweitert; heute II/P, 18. |
| 1839/40   | Reichenbach               | Evangelische Kirche         | Raßmann Orgel in der Ev. Kirche in Reichenbach | I/P     | 13             | erhalten; Restaurierungen: 1917 (Fa. Hardt) und 1969 (Fa. G. Woehl). |
| 1840      | Blessenbach               | Ev. Kirche                  |                                                | I/P     | 9 (10)         | Eine Schleife ist leer und könnte ursprünglich eine Trompete 8′ enthalten haben. |
| 1843      | Steinfischbach            | Evangelische Kirche         |                                                | II/P    | 23             | Nahezu unverändert erhalten. |
| 1844      | Obertiefenbach            | St. Ägidius                 |                                                | I/P     | 14             | Im Zuge des Kirchenneubaus 1884–86 ersetzt |
| 1845      | Eschbach                  | Ev. Kirche                  |                                                | II/P    | 24 (urspr. 23) | Die größte erhaltene Orgel D. Rassmanns, seitenspielige Brüstungsorgel mit mechanischen Schleifladen; 1847 Renovierung (D. Rassmann), 1880 Neubau zweier Register (G. Rassmann), 1917 Abgabe der Prospektpfeifen (später durch Zinkpfeifen ersetzt), 1935 neue Windanlage (Fa. Förster & Nicolaus - Lich), 1947/1959 Umbau (Fa. Hardt-Möttau), 1971 gründliche Ausreinigung, 1995/1996 Rekonstruktion in Anlehnung an die etwas kleinere „Schwesterorgel“ in Steinfischbach (Fa. Mebold-Siegen). |
| 1845      | Weilburg                  | Kath. Kirche                |                                                | I/P     | 10             | Heute in der katholischen Kirche Weilmünster |
| 1846      | Elkerhausen               | Ev. Kirche                  |                                                | I/P     | 9              | |
| 1848      | Münster (Hessen)          | Ev. Kirche                  |                                                | I/P     | 9              | 1962 von Hardt überholt und umdisponiert |
| 1850–1851 | Maibach                   | Evangelische Kirche         |                                                | I/P     | 9              | Zum großen Teil erhalten |
| 1851      | Ewersbach (Bergebersbach) | Evangelische Kirche         |                                                | I/P     | 10             | weitgehend erhalten (in der Kirche Ederbringhausen im Hessenpark). |
| 1852      | Selters                   | Ev. Kirche                  |                                                | I/P     | 12             | Weitgehend erhalten |
| 1856      | Bleidenstadt              | St. Peter auf dem Berg      |                                                | I/P     | 11             | 1956 umgebaut und 1986 ersetzt |
| 1857–1858 | Littfeld                  | Kath. Kirche                |                                                | I/P     | 11             | Erhalten; 2009 nach Grifte überführt |
| 1858      | Walsdorf (Idstein)        | Evangelische Christuskirche |                                                | I/P     | 13             | Erhalten. |
| 1858      | Riedelbach (Weilrod)      | Evangelische Kirche         |                                                | I/P     | 11             | Erhalten. |

## Aufnahmen/Tonträger
- Carsten Lenz: Historische Orgeln mit Musik ihrer Zeit (Taunus). Lenz-Musik (Werke von A. G. Anthes, J. M. Dreyer, J. G. Frech, X. L. Hartig, J. C. Herrmann, A. F. Hesse, C. Karow, A. Müller, P. Müller, C. H. Rinck an den Orgeln in Dauborn, Kirberg und Neesbach).